# 엔조 다미안 마이다나
엔조 다미안 마이다나(Enzo Maidana, 1988년 1월 13일~ )는 아르헨티나 출신의 축구 선수로서, 인천 유나이티드 FC에서 활동 중이다.

## 클럽 경력
7월 27일, 인천 유나이티드에 영입되었다.